# Zpívá celá spodina
Zpívá celá spodina (v anglickém originále Yokel Chords) je 14. díl 18. řady (celkem 392.) amerického animovaného seriálu Simpsonovi. Scénář napsal Michael Price a díl režírovala Susie Dietterová. V USA měl premiéru dne 4. března 2007 na stanici Fox Broadcasting Company a v Česku byl poprvé vysílán 23. listopadu 2008 na stanici ČT2.

## Děj
Marge ráno zaspí a neudělá Bartovi a Líze svačinu. Homer se ji pokusí zastoupit. Líza dostane nakreslený oběd a Bart dědovy léky. Bart ale má plán, jak se najíst. Vymyslí si příběh o tom, že ve školní jídelně kdysi pracoval Krvavý Stanley, a rozšíří ho po škole. Krvavý Stanley dělal ve škole kuchaře, děti se mu smály a on je začal zabíjet. U oběda Bart zhasne světla a při rozsvícení se objeví na zemi zdánlivě mrtvý. Vystrašené děti utíkají ze školy pryč. Bart to ale jen předstíral, a když všichni odejdou, sní jejich svačiny. Školník Willie dostane za úkol všechny děti zahnat zpět do školy. Přivede ale i 7 neznámých dětí, které do školy nechodí. Jsou to děti Cletuse, který je doma učí sám. Ředitel je nemůže přijmout, protože školní průměr by se tak snížil, že by škola přišla o dotace. Líza to řediteli vyčítá s tím, že jim odpírá vzdělání. Když začne dělat problémy, tak jí nabídnou, že by je mohla učit.
Ředitel chce Barta poslat ke školnímu psychiatrovi, ten je ale vystrašen povídkou, tak inspektor Chalmers rozhodne, že je nutno Barta poslat ke kvalifikovanějšímu psychiatrovi. Psychiatrička, k níž je Bart poslán, není jako ostatní a nabídne mu hraní her, které budou Barta bavit. Jenže už mu nedojde, že tyto hry jsou formou terapie. Bart si sezení oblíbí, ale zjistí, že škola zaplatila jen pět sezení. Doma Bart leží a mluví k židli. Marge si toho všimne a zaplatí sezení za peníze, které měly být na operaci pro Homera.
Líza se rozhodne Cletusovy děti vzít do města. Tam začnou s Lízou zpívat. Šáša Krusty si jich všimne a rozhodne se je vzít do svého pořadu jako hudební číslo. Cletus podepíše s klaunem smlouvu. Líza je znepokojena tím, jak Cletus utrácí peníze, které vydělaly jeho děti. Napíše tedy dopis jejich matce, která je v Iráku ve službě. Ona se vrátí a vyjde najevo, že jeho děti jsou jen dvě z nich. To, které neumí zpívat, a to, které neumí mluvit.

## Přijetí
Ve Spojených státech díl během premiéry sledovalo 9,09 milionu diváků.
Robert Canning z IGN udělil epizodě hodnocení 6,2 z 10 a napsal: „Zdálo se, že tato epizoda Simpsonových má hodně co nabídnout. Měla mnoho ingrediencí – spoustu hostujících hvězd, děj volně založený na existujícím muzikálu –, které by za normálních okolností vytvořily nezapomenutelný výlet, ale když bylo po všem, celá věc nedokázala vytvořit hvězdnou půlhodinu. Přesto, jak už to u Simpsonových bývá, se člověk zasměje, i když epizoda jako celek působí trochu rozháraně.“.
Patrick D. Gaertner ze serveru Puzzled Pagan k dílu uvedl: „Nevím, čím přesně to je, ale tenhle díl prostě není můj šálek čaje. Je to jedna z těch epizod, které jsou pro mě naprosto zapomenutelné. Můžu vám téměř zaručit, že za týden si na tuhle epizodu budu sotva pamatovat. Hudební díly jsou prostě poslední dobou hodně odfláknuté a tenhle není jiný. Minulý týden jsem psal o tom, že některé postavy prostě nedokážou uživit vlastní epizody, a Cletusovy náhodné děti, které v seriálu nikdy předtím pořádně nebyly, mezi takové postavy rozhodně patří. Není na nich nic zajímavého a kromě toho, že se Líza celou dobu jen vzteká, není v příběhu nic opravdu přesvědčivého. Navíc oprávněně nevím, jak to bylo s tou Brandine. Díval jsem se na všechny díly a vůbec netuším, proč byla v Iráku. Jsem zvědavý, jestli za pár dílů uvidím, jak ji naverbovali, a zjistím, že tenhle díl byl vydán mimo pořadí nebo tak něco. Je to prostě takové divné. Ta věc s Krvavým Stanleym byla super. To bylo asi tak všechno.“.